# Reflux
Reflux betyder återflöde och kommer av latinets re (åter) och fluxus (flytande). Det betecknar att en vätska rör sig mot den normala riktningen.

## Medicin
Som medicinsk term används reflux vid flera medicinska diagnoser.

### Magsyrareflux
Vid refluxesofagit läcker magsyra ut från magsäcken, upp i matstrupen och till och med upp i munnen. Att magsyran läcker ut från magsäcken kan orsakas av diafragmabråck, att hålet i diafragman, där matstrupen passerar igenom, har blivit försvagat, och övre delen av magsäcken okontrollerat glider upp och ned genom passagen. När magsäcken glider upp i brösthålan förlorar övre magmunnen förmågan att hålla tätt och frätande syra läcker upp i matstrupen. Den frätande syran kan ge symtom som sura uppstötningar, halsbränna, harklingar, rethosta och segt slem, och i allvarligare form matstrupskatarr – inflammation (och sår) i matstrupen.
Vid misstänkt reflux kan man göra gastroskopi, att undersöka matstrupe och magsäck med kamera, för att utesluta att besvären beror på annan skada eller sjukdom. Reflux av magsyra är ett tydligt tecken på diafragmabråck och det är utifrån patientens beskrivna symtom som diagnos ska ställas. En gastroskopi eller röntgen som görs ska ske med buktryck och i framstupa sidoläge för att ge förutsättningar för en bra undersökning.
Magsyran kan även läcka ut neråt, till tolvfingertarmen, som sedan övergår till resten av tarmsystemet, och kan då orsaka problem som diarréer och smärtor i bukens nedre delar.
Reflux kan ges som enskild diagnos, gastroesofageal refluxsjukdom, eller som en del av den symptombild man har vid kronisk inflammatorisk tarmsjukdom, som Crohns sjukdom, eller ulcerös kolit. Aktiv inflammatorisk sjukdom (i så kallat skov) kan förvärra reflux-besvären. 

### Urinreflux
Vesikoureteral reflux innebär att urin flyttar sig från urinblåsan upp genom en eller båda urinledare. Detta kan orsaka smärtor och kan även skada njurarna.